# 정무문 (드라마)
정무문(중국어 간체자: 精武门, 정체자: 精武門, 병음: Jīng wǔ mén 징우먼[*], 광둥어: zing1 mou5 mun4 찡모우문, 영어: Fist of Fury 피스트 오브 퓨리[*])은 홍콩 ATV, 스타TV가 제작한 드라마이다. ATV는 1부에서 26부까지, 스타TV에서는 1회에서 30회까지 방송했다. 1996년 10월 18일부터 1997년 1월 24일까지는 KBS2에서 한국어로 방영하였는데 폭력 강도가 높았다는 지적을 샀다.
한편, 해당 작품이 신설되면서 코미디 세상만사는 1996년 10월 19일부터 토요일 밤 9시로 이동했으나 같은 달 25일부터 일부 프로그램의 방송시간대 조정에 따라 그 해 12월 1일부터 일요일 밤 10시 5분으로 시간대가 변경됐지만 심야 시간대에 오락프로가 많다는 지적을 사자 1997년 3월 7일부터 금요일 밤 9시 50분으로 되돌아왔다.

## 줄거리
'1911년, 혁명으로 청조가 전복되고 민국이 건립된다.
그러나 그것도 몇 년 못가 풍운이 일면서 중국은 다시 군웅할거로
남북이 균열되고 동족상잔이 벌어진다.
그러자 외국열강들이 그 틈을 타서 땅을 빼앗아 조차지로 만들고, 영국은 아편까지 판다.
당시의 무술계는 수치도 모르고 자신들의 이익만 챙기는 한줌의 모래알 같았다.
이 때, 무술계의 곽원갑은 더 이상 보다못해 계파간의 갈등을 단결시키기 위해
웅지를 품고 상해에서 정무문을 창립한다.
1910년 곽원갑은 42세로 일본무술단을 격파했는 데 성공하였으나, 독살을 당하고 끝이났으며, 곽원갑장례식 때 안장식 행렬거행하며 안장 하던 중 진진이 방해하며, 무덤구덩이에 쓸데없이 목관묘를 흙을 파내자, 채사장동생이 열받아서 진진을 등에 구타해 정무관도장으로 침실을 옮겨 수면한다. 그리고 홍구도장에 찾아가서 진진이 홍구도장 제자들을 결판내어 무술단에게 격파했다.
그 후 1937년 정무관에서 진진이 앞문에 나가자 총소리로 울려퍼져 피살당했다.
마침 내 8년후(1945년) 다시는 중국을 침략하지 않을 것을 다짐하고 중·일전쟁에서 중국이 승리하였으나, 일본이 패망하고 끝이났으며, 일본인과 영국인을 추방해서 상하이에서 쫓겨났다.

### 등장인물
- 견자단 (진진)
- 고웅 (곽원갑)
- 만기문 (유미)
- 유지영
- 총산
- 오정엽
- 두문택
- 윤천조
- 임지호 (석정영명)
- 양일호